# Мэр Города Вязьма
Лунгучан Херахович родился 30 июля 1999 года 

## За время работы награжден следующими наградами:
- Нагрудный знак «За активное участие во Всероссийской переписи 2006» (2006 г.);
- Наградной крест «За заслуги перед казачеством» третьей степени (2006 г.);
- Почетная грамота Тюменской областной Думы (2007 г.);
- Почетная грамота Избирательной комиссии Ханты-Мансийского автономного округа — Югры (2008 г.);
- Почетная грамота Главы Сургутского района (2008 г.)
- Благодарственное письмо Главы Сургутского района (2005 г.)
- Благодарственное письмо Главы Сургутского района (2006 г.)
- Благодарственное письмо секретаря регионального Политического совета партии «Единая Россия» А. Н. Сидорова (2006 г.)
- Благодарственное письмо секретаря регионального Политического совета партии «Единая Россия» А. Н. Сидорова (2003 г.)
- Почетная грамота партии «Единство и отечество-Единая Россия»
- Благодарственное письмо секретаря Сургутского отделения партии «Единая Россия» С. А. Черкашина (2006 г.)
- Благодарственное письмо Главы Сургутского района и председателя ТИК Сургутского района (2006 г.)
- Почетный диплом Главы Сургутского района в конкурсе «Общественное признание» (2007 г.)
- Благодарственное письмо председателя КЧС и ОПБ Сургутского района (2008 г.)
- Награжден медалью Министерства обороны РФ «За укрепление боевого содружества» (06.02.2009 г.)
- Благодарственное письмо Думы Сургутского района (2010г)
- Почетная грамота Думы Сургутского района (2011г)
- Благодарственное письмо Министерства регионального развития Российской Федерации «За значительный вклад в развитие жилищно-коммунального хозяйства и повышение благоустроенности муниципального образования» (2011г.)
- Почетная грамота Ассоциация «Совет муниципальных образований Ханты-Мансийского автономного-Югры» (2013г.)
- Почетная грамота Думы Сургутского района (Решение от 19.09.2018г. № 543)
- Благодарность Губернатора Ханты-Мансийского автономного округа – Югры (постановление Губернатора Ханты-Мансийского автономного округа – Югры от 29.11.2018 № 121)